# Дюна

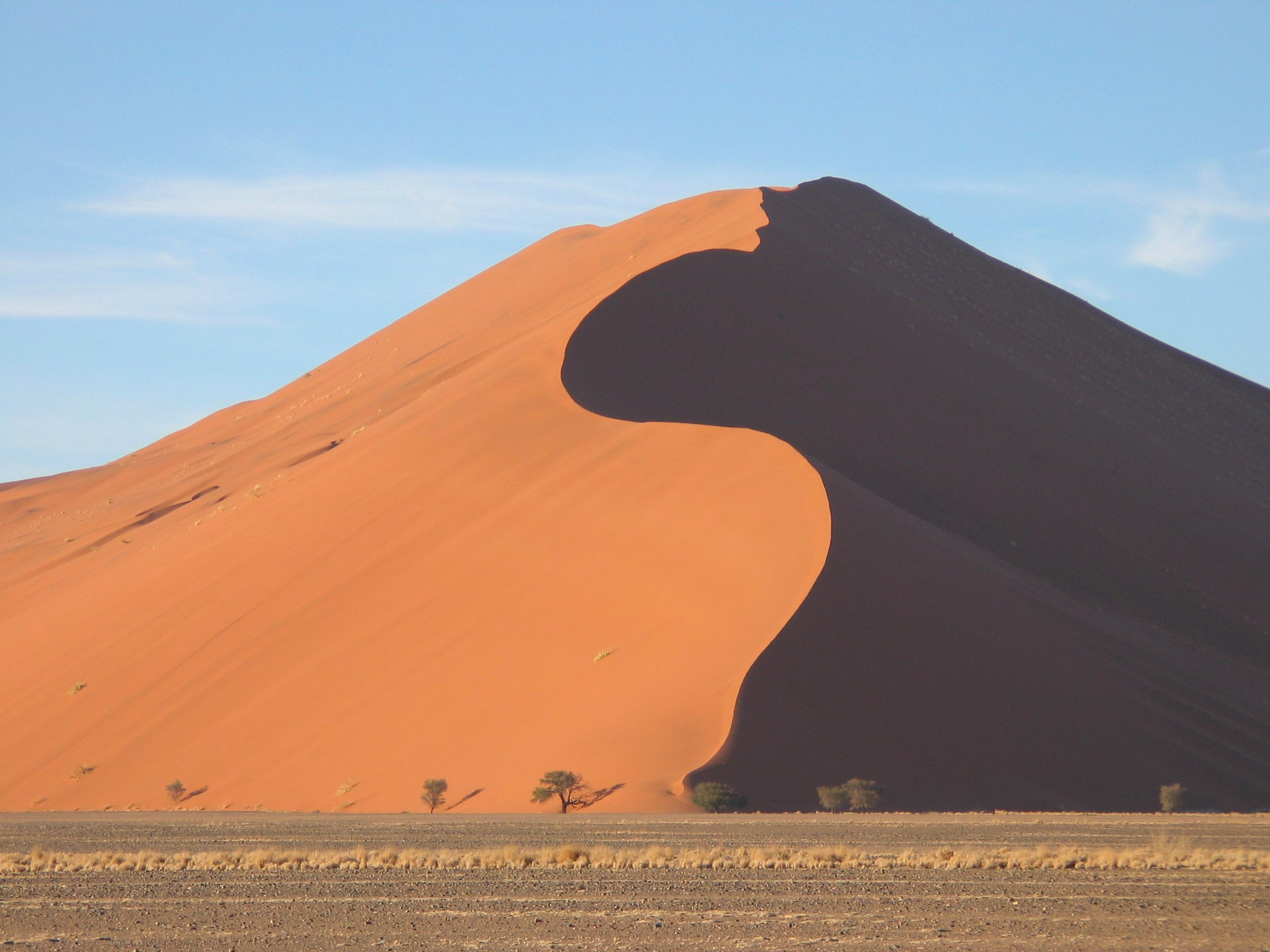
Бархан в Намибии

Дю́на — положительная форма рельефа; песчаный холм, образовавшийся под воздействием ветра. Понятие «дюны» применяется ко всем песчаным скоплениям, независимо от их зонально-климатических условий.

## Описание
Наветренная сторона дюн пологая (до 16°), подветренная более крутая (до 35°) и осыпающаяся. Высота дюны может достигать 300 метров, а длина 300 километров. В случае, если дюна одиночная, её гребень имеет серповидную форму, а вытянутые края называют рогами. В целом, дюна перпендикулярна направлению господствующих ветров.

Схема дюны (В данном случае изображён бархан, у дюны рога обращены в наветренную сторону так как закреплены растительностью)

В песчаных пустынях одиночные дюны сливаются, формируя огромные цепи, перпендикулярные направлению господствующих ветров, причём наклон сторон каждой цепи такой же, как и у одиночной дюны.
Дюны распространены на песчаных берегах рек, озёр и морей в различных почвенно-растительных зонах планеты (степная, лесная и т. п.).
Особенностью дюн является их способность к движению за счёт переноса ветром песка через гребень; при постоянных сильных ветрах и происходит движение. Скорость движения дюн может составлять до 20 метров в год. В приморских районах дюны, как правило, движутся вглубь суши.
Движение дюн является проблемой, так как они могут засы́пать дороги, поля, пастбища, небольшие населённые пункты. В целях борьбы с этим явлением используется закрепление песков, насаждение древесной растительности.

## Высота дюн
Самые высокие дюны на территории России расположены на территории Дагестана, недалеко от Махачкалы, одна из них называется Сарыкум; высота до 262 м. Вторые по высоте дюны на территории России находятся на Куршской косе (Калининградская область, Россия), в том числе самая высокая подвижная дюна Эфа (64,5 м), названная в честь немецкого инспектора Вильгельма Эфа.
| Имя                         | Высота от основания, м | Высота над уровнем моря, м | Место расположения                                                  | Примечания                                                                                |
| --------------------------- | ---------------------- | -------------------------- | ------------------------------------------------------------------- | ----------------------------------------------------------------------------------------- |
| Дюна Федерико Кирбус        | 1230                   | 2845                       | Аргентина, провинция Катамарка                                      | Самая высокая в мире                                                                      |
| Белый холм                  | 1176                   | 2080                       | Перу, провинция Наска                                               | Самая высокая в Перу, вторая по величине в мире                                           |
| Дюны Бадайн-Джаран          | 500                    | 2020                       | Китай, Внутренняя Монголия, пустыня Гоби                            | Самые высокие стационарные дюны в мире и самые высокие в Азии                             |
| Дюна Риге Ялан              | 470                    | 950                        | Иран, пустыня Деште-Лут                                             | Рядом с Миром самое жаркое место (Гандом Берян)                                           |
| Самое высокое скопление дюн | 430                    | 1980                       | Алжир, Сахара, Песчаное море Исауан-н-Тифернин                      | Самые высокие в Африке                                                                    |
| Большой папа (Дюна 7)       | 383                    | 570                        | Намибия, пустыня Намиб                                              | По данным Министерства окружающей среды и туризма Намибии, это самая высокая дюна в мире. |
| Гора Буря                   | 280                    | 280                        | Австралия, Брисбен, остров Мортон                                   | Самая высокая в Австралии                                                                 |
| Звездная дюна               | 230                    | 2730                       | США, Колорадо, Национальный парк и заповедник Великие песчаные дюны | Самая высокая в Северной Америке                                                          |
| Дюна Пила                   | 105                    | 130                        | Франция, Аквитания, залив Аркашон                                   | Самая высокая в Европе                                                                    |
| Дюны Мин-Ша                 | ?                      | 1725                       | Китай, пустыня Такламакан                                           |                                                                                           |
| Дюна Меданосо               | 550                    | 1660                       | Чили, пустыня Атакама                                               | Самая высокая в Чили                                                                      |